# Dies Irae (Noir Désir)
Про католицьку секвенцію див. Dies irae
Dies Irae (День гніву) — це концертний альбом французького гурту "Noir Désir", складений з запису живих виступів, зроблених у турі на підтримку альбому Tostaky. Мікс було зроблено на  "Studio du Manoir". У буклеті альбому, на багатьох мовах, містилися посилання учасників гурту, які виступають проти фашизму.

## Треклист
- CD 1 : 
  1. La Rage
  2. Here It Comes Slowly
  3. Ici Paris
  4. One Trip One Noise
  5. Alice
  6. Les Écorchés
  7. Le Fleuve
  8. Oublié
  9. Tostaky
  10. Sober Song
  11. It Spurts
- CD 2 : 
  1. Johnny colère
  2. The Holy Economic War
  3. La Chaleur
  4. À l'arrière des taxis
  5. Marlène
  6. Long Time Man
  7. No No No
  8. What I Need
  9. Lolita nie en bloc
  10. I Want You (She's So Heavy)
  11. En route pour la joie

## Над альбомом працювали
- Оформлення - Emmanuelle Debur
- Інженер - Andy Baker
- Інженер (асистент) - Karim
- Мікс - Ted Niceley
- Фото - Alfonso Lugustiano , Barbara Neyman , Murielle Delepont , Xavier Cantat
- Композитори - Бертран Канта , Noir Désir